# James H. Clark
James H. Clark (Plainview, 23 marzo 1944) è un informatico statunitense, noto al grande pubblico perché fu il fondatore e presidente di Netscape Communications Corporation.

## Biografia
Dopo una laurea in Fisica presso la University of New Orleans in Louisiana, Jim Clark iniziò la sua carriera nel mondo dell'informatica ottenendo un Ph.D. in Computer Science presso la University of Utah. Divenne professore alla Stanford University, dove insieme ad alcuni studenti sviluppò una nuova tecnologia per implementare un sistema integrato hardware e software per la grafica 3D con prestazioni di gran lunga superiori a quelle di sistemi simili allora esistenti sul mercato.

## Il periodo Silicon Graphics
Come spesso avviene nelle università statunitensi, Clark lasciò Stanford per fondare un'azienda in grado di sfruttare economicamente la sua grande intuizione. Una nuova società venne fondata nel 1982 e come nome venne scelto Silicon Graphics, Inc., o più brevemente SGI, proprio a ricordare lo stretto legame tra grafica 3D e dispositivi elettronici che impiegano la tecnologia del silicio. Lo sviluppo portò alla realizzazione delle prime workstation grafiche con prestazioni di assoluto riguardo. Le workstation prodotte da SGI divennero rapidamente un successo commerciale andando a soddisfare i crescenti bisogni di grafica computerizzata di militari, progettisti, architetti, scienziati e delle produzioni cinematografiche di Hollywood. Steven Spielberg e George Lucas furono tra i clienti di SGI. Dal 1986 al 1996 il fatturato di SGI cresceva al ritmo impressionante del 40% annuo e la società arrivò ad impiegare 7.000 dipendenti.
A causa di dissensi interni su una sua idea per creare un dispositivo TV per i PC, Clark lasciò la presidenza della Silicon Graphics, Inc. andandosene con un gruzzolo piuttosto importante di azioni.

## Il periodo Netscape
Nel 1994, poco dopo aver lasciato SGI, si rigettò nell'attività imprenditoriale con il gruppo di giovani, tra cui Marc Andreessen, che presso il NCSA (National Center for Supercomputing Applications), un centro di ricerca dell'Università dell'Illinois, aveva creato il primo web browser, chiamato NCSA Mosaic. Assieme diedero vita a Netscape, un'azienda creata con il goal di produrre e vendere strumenti per la navigazione in Internet. Marc Andreessen avrebbe contribuito al progetto con l'esperienza tecnica e la visione, mentre Jim avrebbe finanziato l'avventura con sei milioni di dollari del suo patrimonio personale.
Grazie alla scelta di distribuire gratuitamente il software a chiunque ne facesse richiesta, Netscape raggiunse immediatamente un'enorme popolarità. L'impulsivo Jim Clark e il più posato Marc Andreessen provarono in vari modi a trasformare la popolarità del web browser Netscape in fatturato e profitti aziendali, ma ogni tentativo fallì miseramente. Nonostante questi problemi finanziari la popolarità di Netscape continuava a crescere inarrestabile. La decisione fatta inizialmente di arrivare ad offrire le azioni di Netscape sul mercato sembrava impossibile da realizzare e quantomeno inopportuna. 
Per nulla preoccupato e non particolarmente coinvolto nella guida di Netscape, Jim Clark stava dando fondo alle proprie finanze con dissennati investimenti personali nella costruzione di Hyperion, una futuristica quanto improbabile barca di 47,5 metri realizzata dai cantieri Huisman di Amsterdam con un albero in fibra di carbonio di ben 58 metri che si sarebbe spezzato alla prima uscita in mare aperto. L'imbarcazione era interamente controllata e pilotata da una rete di workstation Silicon Graphics con un equipaggio di 7 uomini e 2 programmatori.
Pur di non interrompere lo sviluppo di Hyperion, quando le sue finanze personali si esaurirono Jim decise di dare avvio all'offerta pubblica iniziale in borsa delle azioni di Netscape Communication Corp., andando contro i pareri di tutti gli esperti finanziari. Non era mai successo prima che una azienda senza profitti e con entrate miserrime venisse proposta per essere quotata a Wall Street. 
L'offerta pubblica iniziale fu un inaspettato quanto grande successo e la grande popolarità di Netscape fece volare rapidamente il prezzo delle azioni a livelli insperati, smentendo in tal modo l'opinione degli esperti finanziari e accrescendo oltremodo la fama del suo fondatore.
Jim Clark, senza saperlo, aveva appena dato l'avvio ad una nuova fase dei mercati tecnologici e finanziari nota come era delle dot-com (dal suffisso .com che caratterizza gran parte dei domini Internet a fini commerciali). Fu questo un breve ma intenso periodo di follie imprenditoriali e finanziarie costruite comprando e vendendo azioni di società informatiche, molte delle quali prive di un credibile business-plan, senza entrate e senza profitti. Per alcuni anni le tradizionali leggi dell'economia parvero essere diventate obsolete al punto che si cominciò a parlare di new economy nel tentativo di giustificare l'insensatezza di quanto stava accadendo. Passati gli entusiasmi iniziali, gli investitori si accorsero della poca consistenza di aziende come Netscape e improvvisamente la tendenza si invertì. Nel giro di pochi mesi le quotazioni in borsa di tutte le aziende legate ad Internet crollarono trascinando l'intero mercato verso il basso. Come il mercato non aveva saputo distinguere tra aziende sane e aziende deboli durante il boom, iper-valutando tutto, ora il mercato puniva tutte le aziende del settore IT in modo del tutto indistinto.
Nel frattempo Jim Clark, con grande tempismo, aveva lasciato anche Netscape portandosi via un altro notevole gruzzolo di azioni e dollari.

## Le ultime avventure imprenditoriali
Ancora una volta Jim Clark si gettò in una avventura imprenditoriale avviando Healtheon poi diventata WebMD che nei piani del fondatore avrebbe dovuto rivoluzionare il mercato dei servizi sanitari. Anche in questo caso Jim Clark se ne andò dopo qualche anno.
Nel 1999, Clark lanciò myCFO, un'azienda che fornisce servizi a ricchi individui aiutandoli a gestire il loro patrimonio. La nuova avventura imprenditoriale di Jim Clark venne venduta alla fine del 2002 all'Harris Bank per un prezzo, ironicamente pari ad un terzo dell'investimento iniziale.
Tornò presto alla ribalta fondando sempre nel 1999 Shutterfly, NASDAQ: ADBE, uno tra i siti web per la memorizzazione online e la stampa di fotografie digitali più popolari nel mercato statunitense. Nel gennaio 2007 si è dimesso dal consiglio di amministrazione di Shutterfly e iniziato a vendere in borsa gran parte delle sue azioni.